# Blaž Puc
Blaž Puc, slovenski nogometaš, * 29. januar 1978.
Puc je nekdanji profesionalni nogometaš, ki je igral na položaju napadalca. V svoji karieri je igral za slovenske klube Optimizem Svobodo, Olimpijo, Belo Krajino, Celje, Muro 05 in Ivančno Gorico, kitajski Šenjang Ginde, grški Diagoras ter avstrijska ATUS Ferlach in ATUS Guttaring. Skupno je v prvi slovenski ligi odigral 160 tekem in dosegel 29 golov. Leta 1995 je odigral dve tekmi in dosegel en gol za slovensko reprezentanco do 18 let.